# Kerry Bolton
Kerry Bolton est un néonazi et négationniste néo-zélandais né le 15 avril 1956.
Il dirige le Nationalist Workers' Party jusqu'à la fin des années 1980 et fonde plusieurs organisations et publications promouvant le nazisme, le fascisme, le satanisme et le paganisme, dont le Black Order en 1994. Depuis 2019, il est proche de l'organisation Action Zealandia.

## Biographie
Kerry Raymond Bolton naît le 15 avril 1956. Il dirige le Nationalist Workers' Party, un parti d'extrême droite engagé en faveur de la suprématie blanche et d'un régime autoritaire, jusqu'à la fin des années 1980.
En tant que rédacteur et éditeur, il publie à la fin des années 1980 les revues The Realist, The Watcher et The Heretic, puis The Flaming Sword (1994-1995) suivie de The Nexus (1995-2000), cette dernière étant renommée Western Destiny en 2000. Il y publie des articles sur divers sujets allant de la mythologie nordique aux théories politiques.
Il établit par ailleurs les maisons d'édition Realist Publications et Renaissance Press, à travers lesquelles il autopublie plusieurs ouvrages, notamment un commentaire critique sur le nazisme intitulé Hitler, Christianity and the Third Reich (1993).
Il est également l'auteur de plusieurs textes théoriques comme « The Foundations of the Twenty-First Century », où il développe une critique de la démocratie et du christianisme en s'appuyant sur une lecture nietzschéenne. Ses écrits portent aussi sur des figures historiques, avec des ouvrages consacrés à James Madole et Filippo Tommaso Marinetti.
Il fonde en 1994 le Black Order, un réseau militant international visant à mobiliser des groupes musicaux et politiques pour promouvoir le nazisme, le fascisme, le satanisme et le paganisme. 
En 1996, Bolton fonde la Thelemic Society, un groupe se réclamant de la doctrine d'Aleister Crowley mais orienté vers une interprétation fasciste de celle-ci. Le groupe publie plusieurs ouvrages via ses maisons d'édition, notamment Aleister Crowley and the Conservative Revolution et The Warrior Mage, une biographie du général John Frederick Charles Fuller, tous deux écrits par Frater Scorpio, ainsi que Thelema Invictus par Siatris.
Le manifeste du groupe appelle à une « guerre sainte » contre l'« Ancien Aeon » — l'ère du christianisme selon Crowley — pour préparer l'avènement d'un nouvel âge spirituel que le manifeste nomme « Aeon de Force et de Feu ». Cette dernière expression fait référence à l'Aeon de Horus (en) de Crowley, décrit comme un âge où « les forts (qui ont réalisé leur véritable volonté) règneront sur les esclaves (dont la faiblesse cause l'auto-asservissement) ».
Bolton réoriente ensuite ses publications vers une critique du capitalisme mondialisé et développe une approche troisième voie inspirée des théories de Francis Parker Yockey.
En 2004, il est le secrétaire du New Zealand National Front. Il devient ensuite porte-parole du groupe dissident New Right.
En 2008, il publie sur le site Internet de Fredrick Töben (en), fondateur et directeur de l'Adelaide Institute (en), une organisation dédiée à la négation de la Shoah. Il affirme désormais s'opposer au satanisme.
En 2019, Bolton est invité comme invité spécial lors du premier anniversaire du Dominion Movement (désormais connu sous le nom Action Zealandia). Il devient ensuite un intervenant régulier au sein de leurs podcasts.
Le sociologue Scott Hamilton le décrit comme un acteur majeur du négationnisme de la Shoah en Nouvelle-Zélande et l'accuse de propager des théories antisémites ainsi qu'une thèse selon laquelle les Européens auraient colonisé la Nouvelle-Zélande avant les Maoris (en).

## Controverse
En 2008, un mémoire de maîtrise intitulé Dreamers of the Dark: Kerry Bolton and the Order of the Left Hand Path et soutenu à l'université de Waikato analyse ses activités. Bien que le mémoire ait reçu les honneurs et ait été validé par des universitaires d'autres institutions néo-zélandaises, il est temporairement retiré des archives de l'université après une simple réclamation de Bolton, sans qu'aucune action en justice ne soit engagée,.
Au terme d'une enquête de dix mois portant sur les processus de supervision et d'évaluation, et ce malgré une recommandation de déclassement par le vice-recteur, le mémoire conserve finalement sa mention first class with distinction et est remis en circulation dans la bibliothèque universitaire.

## Vie privée
Il est basé à Wellington.